# Ádám Kozák
Dans le nom hongrois Kántor Gergely, le nom de famille précède le prénom, mais cet article utilise l’ordre habituel en français Gergely Kántor, où le prénom précède le nom.
Pour les articles homonymes, voir Kantor (homonymie).
Ádám Kozák est un joueur d'échecs hongrois né le 15 juin 2002 à Budapest, grand maître international depuis 2020.
Au 1er janvier 2023, il est le douzième joueur hongrois avec un classement Elo de 2 558 points.

## Biographie
En 2019, Ádám Kozák remporte les championnats d'Europe des moins de 18 ans en parties rapides et en blitz à Tallinn. La même année, il remporte la Coupe Mitropa avec l'équipe de Hongrie (il marque 6,5 points sur 9 au troisième échiquier). Il reçoit le titre grand maître international en 2020.
En 2021, il fait partie des 36 joueurs qui se qualifient pour la Coupe du monde d'échecs 2021,. Lors de la Coupe du monde disputée à Sotchi en juillet 2021, il est éliminé au premier tour par le Tchèque Thai Dai Van Nguyen.
En 2022, il remporte la médaille d'argent au championnat du monde d'échecs junior, à égalité de points avec le vainqueur,. En décembre 2022, il finit troisième du championnat de Hongrie d'échecs (senior).